# Gemütskrankheit
Gemütskrankheit (früher auch Seelenkrankheit) ist ein alter deutscher Begriff für diejenigen Erkrankungen, welche heute als affektive Psychosen bezeichnet werden. Die Bezeichnung Gemütskrankheit ist heute nicht mehr gebräuchlich.

## Begriffsentstehung
Die Begriffsbildung erfolgte in Abgrenzung vom Begriff der Geisteskrankheit. Bei den Gemütskrankheiten ist zwar das Gefühls- und Gemütsleben betroffen, die Verstandesfunktionen bleiben jedoch im Gegensatz zu den Geisteskrankheiten erhalten.
Der Ursprung der Bezeichnung Gemütskrankheit geht in die Zeit der Aufklärung zurück und bezieht sich hauptsächlich auf die Untersuchungen der Psychiker und die Begriffsbestimmung von Gemüt. Schon Johann Wolfgang von Goethe hat diesen Begriff verwendet und auch Immanuel Kant äußerte sich zu den Gemütskrankheiten. Bis in die 1970er Jahre war es ebenfalls üblich, den heutigen Nervenarzt als „Facharzt für Nerven- und Gemütskrankheiten“ zu bezeichnen.